# Spanish International 2016
Die Spanish International 2016 im Badminton fanden vom 16. bis zum 19. Juni 2016 im Polideportivo Municipal Marqués de Samaranch in der Paseo Imperial 18 in Madrid statt. Es war die 37. Auflage des Turniers.

## Sieger und Platzierte
| Disziplin    | Gold                       | Silber                              | Bronze                                      |
| ------------ | -------------------------- | ----------------------------------- | ------------------------------------------- |
| Herreneinzel | Anders Antonsen            | Kanta Tsuneyama                     | Pablo Abián                                 |
| Herreneinzel | Anders Antonsen            | Kanta Tsuneyama                     | Emil Holst                                  |
| Dameneinzel  | Ayumi Mine                 | Beatriz Corrales                    | Mia Blichfeldt                              |
| Dameneinzel  | Ayumi Mine                 | Beatriz Corrales                    | Natalia Koch Rohde                          |
| Herrendoppel | Takuro Hoki Yugo Kobayashi | Mathias Christiansen David Daugaard | Peter Briggs Tom Wolfenden                  |
| Herrendoppel | Takuro Hoki Yugo Kobayashi | Mathias Christiansen David Daugaard | Kasper Antonsen Niclas Nøhr                 |
| Damendoppel  | Sayaka Hirota Nao Ono      | Yuki Fukushima Chiharu Shida        | Lorraine Baumann Audrey Mittelheisser       |
| Damendoppel  | Sayaka Hirota Nao Ono      | Yuki Fukushima Chiharu Shida        | Irina Amalie Andersen Julie Dawall Jakobsen |
| Mixed        | Ben Lane Jessica Pugh      | Gaëtan Mittelheisser Émilie Lefel   | Jakub Bitman Alžběta Bášová                 |
| Mixed        | Ben Lane Jessica Pugh      | Gaëtan Mittelheisser Émilie Lefel   | Gregory Mairs Jenny Moore                   |